# 海上特殊無線技士
海上特殊無線技士（かいじょうとくしゅむせんぎし）は、無線従事者の一種で電波法第40条第2号ホに政令で定めるものと規定している。
総務省所管。英語表記は"Maritime Special Radio Operator"。

## 概要

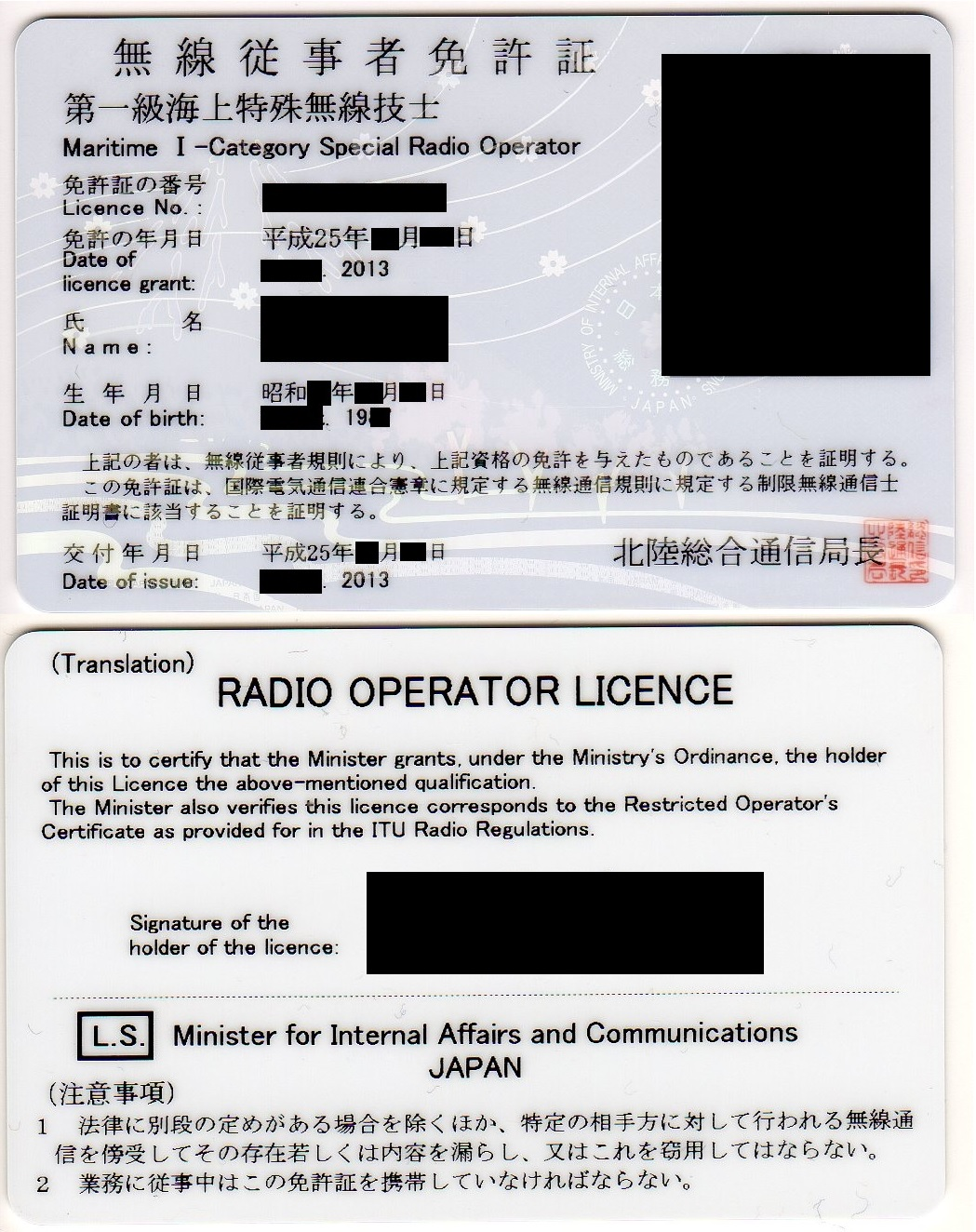
無線従事者免許証（第一級海上特殊無線技士）
平成22年4月以降発給

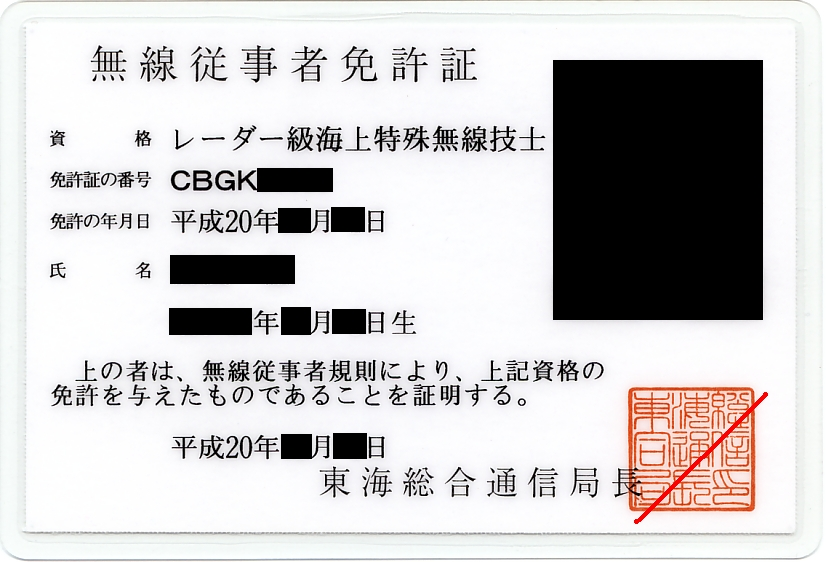
無線従事者免許証
（レーダー級海上特殊無線技士）
平成22年3月まで発給

電波法施行令第2条第1項第1号から第4号により、第一級（一海特）、第二級（二海特）、第三級（三海特）、レーダー級の4種に細別される。（　）内は通称で海特と総称される。
従前の特殊無線技士（国際無線電話）は一海特、（無線電話甲）は二海特、（無線電話丁）は三海特、（レーダー）はレーダー級とみなされる。
- あわせて、（国際無線電話）・（無線電話甲）は第二級陸上特殊無線技士にもみなされる。

一海特は、国際電気通信連合憲章に規定する無線通信規則に準拠した資格であり、免許証には、『この免許証は、国際電気通信連合憲章に規定する無線通信規則に規定する制限無線通信士証明書に該当することを証明する。』と日本語および英語で記載される。
- 1996年（平成8年）12月までは『国際電気通信連合憲章に規定する無線通信規則』が『国際電気通信条約附属無線通信規則』であった[2]。

二・三海特の資格の免許証は、無線通信規則に規定する無線電話通信士制限証明書に該当するが、免許証にはその旨の記載はない。
総合無線通信士または海上無線通信士の下位資格であり、レーダー級のみ陸上無線技術士の下位資格でもある。

## 操作範囲
電波法施行令第3条による。
2018年（平成30年）8月1日現在
| 種別     | 操作範囲 |
| -------- | --- |
| 一海特   | 1.次に掲げる無線設備（船舶地球局及び航空局の無線設備を除く。）の通信操作及びこれらの無線設備（多重無線設備を除く。）の外部の転換装置で電波の質に影響を及ぼさないものの技術操作 イ 旅客船であって平水区域（これに準ずる区域として総務大臣が告示で定めるものを含む。）を航行区域とするもの及び沿海区域を航行区域とする国際航海に従事しない総トン数百トン未満のもの、漁船並びに旅客船及び漁船以外の船舶であって平水区域を航行区域とするもの及び総トン数300トン未満のものに施設する空中線電力75W以下の無線電話及びデジタル選択呼出装置で1606.5kHzから4000kHzまでの周波数の電波を使用するもの ロ 船舶に施設する空中線電力50W以下の無線電話及びデジタル選択呼出装置で25010kHz以上の周波数の電波を使用するもの 2.旅客船であって平水区域を航行区域とするもの及び沿海区域を航行区域とする国際航海に従事しない総トン数百トン未満のもの、漁船並びに旅客船及び漁船以外の船舶であって平水区域を航行区域とするもの及び総トン数300トン未満のものに施設する船舶地球局（電気通信業務を行うことを目的とするもの。）の無線設備の通信操作並びにその無線設備の外部の転換装置で電波の質に影響を及ぼさないものの技術操作、又は点検員 （第三類） 3.前二号に掲げる操作以外の操作で二海特の操作の範囲に属するもの |
| 二海特   | 1.船舶に施設する無線設備（船舶地球局（電気通信業務を行うことを目的とするものに限る。）及び航空局の無線設備を除く。）並びに海岸局及び船舶のための無線航行局の無線設備で次に掲げるものの国内通信のための通信操作（モールス符号による通信操作を除く。）並びにこれらの無線設備（レーダー及び多重無線設備を除く。）の外部の転換装置で電波の質に影響を及ぼさないものの技術操作 イ 空中線電力10W以下の無線設備で1606.5kHzから4000kHzまでの周波数の電波を使用するもの ロ 空中線電力50W以下の無線設備で25010kHz以上の周波数の電波を使用するもの 2.レーダー級の操作の範囲に属する操作 |
| 三海特   | 1.船舶に施設する空中線電力5W以下の無線電話（船舶地球局及び航空局の無線電話であるものを除く。）で25010kHz以上の周波数の電波を使用するものの国内通信のための通信操作及びその無線電話（多重無線設備であるものを除く。）の外部の転換装置で電波の質に影響を及ぼさないものの技術操作 2.船舶局及び船舶のための無線航行局の空中線電力5kW以下のレーダーの外部の転換装置で電波の質に影響を及ぼさないものの技術操作 |
| レーダー | 海岸局、船舶局及び船舶のための無線航行局のレーダーの外部の転換装置で電波の質に影響を及ぼさないものの技術操作 |

操作範囲について他種別の無線従事者との関係は次の通りである。
アマチュア無線技士の操作範囲の運用は行えない。これは、無線設備の操作が「外部の転換装置で電波の質に影響を及ぼさないものの技術操作」に限定されており、これをうけた試験の無線工学の内容も「無線設備の取扱方法」に過ぎず「理論・構造・機能」に及ばないので、アマチュア局の無線設備を運用するために必要な知識が証明されないからである。
上述より海事関係の無線局で次のような無線設備しか操作できない。
- 一海特は、主に、船上保守をしないGMDSS対応の漁船の船舶局･商船が装備した国際VHFなど。国際通信のための通信操作も可能であり、無線電話による国際通信のための通信操作ができない第三級総合無線通信士、国際通信のための通信操作そのものができない第四級海上無線通信士の資格と補完関係にある資格でもある。
- 二海特は、もっぱら漁船や沿海を航行する内航船舶の船舶局、VHFによる小規模海岸局など。
- 三海特は、沿岸海域で操業する小型漁船やプレジャーボートの無線電話、いわゆる「漁業用27MHz帯DSB無線電話機」や「マリンVHF」などの小規模船舶局（総務省告示[4]にいう特定船舶局）。
- レーダー級は、船舶局、海岸局又は海上無線航行業務用無線航行局のレーダー。

の電源を入れたり切ったり、また動作することを許された周波数内での移動。
なお、送信機の外部にある電波形式の切り替えスイッチの操作は、それが、「無線設備の外部の調整部分の技術操作」（第二級海上無線通信士・航空無線通信士の各操作範囲を参照）に至るものでなければ、可能である。

### 免許証関係事項証明
上記の通り、一海特の免許証は無線通信規則に定める制限無線通信士証明書（ITU－Radio Regulations ARTICLE 47 23項に定める”Restricted operator’s certificate.”）に該当し、免許証上にも日本語及び英語によりその旨が記載されている。
一方、二海特・三海特の免許証は無線通信規則に定める「（海上移動業務に関する）無線電話通信士制限証明書（ITU－Radio Regulations ARTICLE 47 26f項に規定される”Restricted Radiotelephone Operator's Certificate”）」に該当するものとされているが（無線従事者関係事務処理手続規程（平成22年4月1日総務省総合通信基盤局長発）付録第8号注2の当該資格の項参照）、これについて免許証上には記載がない。
なお、免許に関する事項について証明を必要とする場合は、免許を受けた総合通信局に対して、邦文（日本語）または英文（英語）により表記された「証明書」の発行を請求することとなるが、二海特・三海特の免許証が（海上移動業務に関する）無線電話通信士制限証明書に該当する旨の記載は、英文証明のみ付加される（上記「無線従事者関係事務処理手続規程」付録第7号及び第8号参照）。
ところで、無線通信規則中の各「通信士証明書」に関する規定は、国際標準化した各証明書の発行要件を、国際電気通信連合の加盟国主管庁に向けてその種類別に示したものであり（海上関係の業務に関する通信士証明書はITU－Radio Regulations ARTICLE 47に規定があり、GMDSSに対応する海上関係の業務に関する各々の証明書の発行に際して要求される能力要件は、TABLE 47-1に規定される。)、それを個々の「国内資格」として編成して授与するのは加盟国の各主管庁（ARTICLE 47の27B～D項中の「Each administraion」は「各主管庁」の意である）の権能であるので、各「通信士証明書」がただちに「資格」を構成するのではない点に注意が必要である。
したがって、例えば、一海特の資格の免許証中の「この免許証は、国際電気通信連合憲章に規定する無線通信規則に規定する制限無線通信士証明書に該当することを証明する。」の文言は、その文意のとおり「この免許証が、無線通信規則に規定された発行要件に従って発行された制限無線通信士証明書に該当することを、（その免許証の発行者である主管庁の長が）公証する。」という意味であり、「一海特の資格が、無線通信規則に規定される制限無線通信士にみなされる資格である」という意味ではない（なお、無線通信規則には、「制限無線通信士証明書」に関する規定は存在する（ARTICLE 47の23項に「d) Restricted operator’s certificate.」と規定されている）が、「制限無線通信士」（Restricted operator）に関する規定は存在しない。）。

### 変遷
1990年（平成2年）- 一海特・二海特・三海特・レーダー級の操作範囲が規定された。
1991年（平成3年）
- 一海特の中短波帯の空中線電力が50Wから75Wに増力された。またデジタル選択呼出装置(DSC)と船舶地球局の操作ができることとなった。
- 三海特に国際VHF（156MHzから157.4MHz）が含まれた。

1993年（平成5年）- 三海特に空中線電力5kW以下の海上用レーダーが追加された。
2018年（平成30年）- 二海特に船舶地球局の操作（電気通信業務を行うことを目的としないものに限る。）の使用が認められた。なお、一海特の操作範囲に含まれる二海特の操作範囲についても、同様となった。（電気通信業務を行うことを目的とする一海特固有の船舶地球局の操作範囲には、変更はない。）
- 船舶地球局の定義が変更[8]され、電気通信業務用に限定されるものではなくなったことによるものである。同時に第三級総合無線通信士、第四級海上無線通信士の操作範囲も同様に限定された。

## 取得
次のいずれかによる。
- #国家試験に合格すること。
- #養成課程（又は長期型養成課程）を修了すること。
- 無線通信に関する科目を#学校で履修し卒業すること。（二海特・三海特に限る。）

### 国家試験
日本無線協会が6・10・2月の年3回実施する。ただし、二海特、三海特はCBT方式で随時実施する。

これ以外にも学校等からの依頼により実施することができる。
試験の方法及び試験科目
無線従事者規則第3条に試験の方法として、電気通信術は実地、その他は筆記又はCBT方式によること、また、第5条に試験科目が規定されている。
一海特
- 無線工学
  - 無線設備の取扱方法（空中線系及び無線機器の機能の概念を含む。）
- 法規
  - 電波法及びこれに基づく命令（船舶安全法及び電気通信事業法並びにこれに基づく命令の関係規定を含む。）の簡略な概要
  - 国際電気通信連合憲章、国際電気通信連合条約、国際電気通信連合憲章に規定する無線通信規則（海上における人命又は財産の保護のための無線通信業務及び無線測位業務に関する規定に限る。）、国際電気通信連合憲章に規定する電気通信規則並びに船員の訓練及び資格証明並びに当直の基準に関する国際条約（電波に関する規定に限る。）の簡略な概要
- 英語
  - 口頭により適当に意思を表明するに足りる英会話
    - 文法は比較的平易であるが海上通信特有の出題があり、受験体験談によればそれが試験合否のボトルネックになっているという。
- 電気通信術
  - 電話 1分間50字の速度の欧文（無線局運用規則別表第5号の欧文通話表による。）による約2分間の送話及び受話

二海特
- 無線工学
  - 無線設備の取扱方法（空中線系及び無線機器の機能の概念を含む。）
- 法規
  - 電波法及びこれに基づく命令（電気通信事業法及びこれに基づく命令の関係規定を含む。）の簡略な概要

三海特
- 無線工学
  - 無線電話の取扱方法
- 法規
  - 電波法及びこれに基づく命令の簡略な概要

レーダー級
- 無線工学
  - レーダーの取扱方法（レーダーの機能概念を含む。）
- 法規
  - 電波法及びこれに基づく命令の簡略な概要

一部免除
- 科目合格は規定されておらず、一度の試験で全科目に合格しなければならない。
- 保有資格による免除

| 現有資格                     | 受験資格       | 免除科目       |
| ---------------------------- | -------------- | -------------- |
| 第三級総合無線通信士         | 一海特         | 無線工学と法規 |
| 第四級海上無線通信士         | 一海特         | 無線工学       |
| 陸上無線技術士               | 一・二・三海特 | 無線工学       |
| 琉球政府の旧第三級無線技術士 | 二海特         | 無線工学       |

定期試験の試験地および日程
- 日本無線協会の本支部所在地。但し所在地以外に試験場を設定することがあり、この場合は申請時に選択が可能。
- 平日が主であるが、試験期によっては土曜に実施することがある。
- 二海特、三海特は2022年9月30日よりCBT方式で随時実施しているが[10]、少なくとも2023年2月期の試験まで、従来の筆記による試験も並行して実施される[11]。

合格基準等
試験の合格基準等から抜粋
| 種別                                                    | 科目       | 問題数 | 問題形式   | 満点 | 合格点 | 時間     |
| ------------------------------------------------------- | ---------- | ------ | ---------- | ---- | ------ | -------- |
| 一海特                                                  | 無線工学   | 12     | 多肢選択式 | 60   | 40     | 60分注1  |
| 一海特                                                  | 法規       | 12     | 多肢選択式 | 60   | 40     | 60分注1  |
| 一海特                                                  | 英会話     | 5      | 多肢選択式 | 100  | 60     | 30分以内 |
| 一海特                                                  | 電気通信術 | ー     | 実地       | 100  | 80     | ー       |
| 二海特                                                  | 無線工学   | 12     | 多肢選択式 | 60   | 40     | 60分注1  |
| 二海特                                                  | 法規       | 12     | 多肢選択式 | 60   | 40     | 60分注1  |
| 三海特                                                  | 無線工学   | 10     | 正誤式     | 50   | 30     | 60分注2  |
| 三海特                                                  | 法規       | 20     | 正誤式     | 60   | 40     | 60分注2  |
| レーダー級                                              | 無線工学   | 12     | 多肢選択式 | 60   | 40     | 60分     |
| レーダー級                                              | 法規       | 12     | 多肢選択式 | 60   | 40     | 60分     |
| 注1：無線工学の免除者は30分 注2：無線工学の免除者は40分 |            |        |            |      |        |          |

試験手数料
2020年（令和2年）4月1日以降、一海特7,500円、二海特・三海特・レーダー級5,600円
- 令和4年1月試験から受験票がオンライン発行になったが、それまでは原則として郵送によるので、受験票送付用郵送料（第二種郵便物料金）を合算して納付していた。

#### 実施結果
| 年度         | 平成20年度 | 平成20年度 | 平成20年度 | 平成20年度 | 平成21年度 | 平成21年度 | 平成21年度 | 平成21年度 | 平成22年度 | 平成22年度 | 平成22年度 | 平成22年度 |
| ------------ | ---------- | ---------- | ---------- | ---------- | ---------- | ---------- | ---------- | ---------- | ---------- | ---------- | ---------- | ---------- |
| 種別         | 一海特     | 二海特     | 三海特     | レーダー級 | 一海特     | 二海特     | 三海特     | レーダー級 | 一海特     | 二海特     | 三海特     | レーダー級 |
| 申請者数(人) | 510        | 1,328      | 190        | 125        | 542        | 1,875      | 313        | 147        | 608        | 2,777      | 388        | 159        |
| 受験者数(人) | 468        | 1,292      | 185        | 119        | 488        | 1,810      | 296        | 131        | 553        | 2,698      | 355        | 146        |
| 合格者数(人) | 257        | 1,057      | 163        | 107        | 244        | 1,527      | 290        | 122        | 295        | 2,345      | 336        | 137        |
| 合格率(％)   | 54.9       | 81.8       | 88.1       | 89.9       | 50.0       | 84.4       | 98.0       | 93.1       | 53.3       | 86.9       | 94.6       | 93.8       |
| 年度         | 平成23年度 | 平成23年度 | 平成23年度 | 平成23年度 | 平成24年度 | 平成24年度 | 平成24年度 | 平成24年度 | 平成25年度 | 平成25年度 | 平成25年度 | 平成25年度 |
| 種別         | 一海特     | 二海特     | 三海特     | レーダー級 | 一海特     | 二海特     | 三海特     | レーダー級 | 一海特     | 二海特     | 三海特     | レーダー級 |
| 申請者数(人) | 514        | 2,633      | 233        | 137        | 504        | 2,662      | 261        | 122        | 627        | 2,386      | 251        | 104        |
| 受験者数(人) | 458        | 2,546      | 207        | 132        | 431        | 2,560      | 242        | 110        | 560        | 2,255      | 229        | 92         |
| 合格者数(人) | 255        | 2,082      | 206        | 115        | 239        | 2,030      | 234        | 101        | 278        | 1,857      | 219        | 88         |
| 合格率(％)   | 55.7       | 81.8       | 99.5       | 87.1       | 55.5       | 79.3       | 96.7       | 91.8       | 49.6       | 82.4       | 95.6       | 95.7       |
| 年度         | 平成26年度 | 平成26年度 | 平成26年度 | 平成26年度 | 平成27年度 | 平成27年度 | 平成27年度 | 平成27年度 | 平成28年度 | 平成28年度 | 平成28年度 | 平成28年度 |
| 種別         | 一海特     | 二海特     | 三海特     | レーダー級 | 一海特     | 二海特     | 三海特     | レーダー級 | 一海特     | 二海特     | 三海特     | レーダー級 |
| 申請者数(人) | 515        | 2,210      | 274        | 108        | 593        | 2,585      | 261        | 155        | 614        | 2,263      | 243        | 125        |
| 受験者数(人) | 458        | 2,119      | 251        | 102        | 513        | 2,487      | 248        | 145        | 529        | 2,180      | 220        | 16         |
| 合格者数(人) | 243        | 1,743      | 243        | 97         | 326        | 2,013      | 238        | 137        | 278        | 1,768      | 200        | 112        |
| 合格率(％)   | 53.1       | 82.3       | 96.8       | 95.1       | 63.5       | 80.9       | 96.0       | 94.5       | 52.6       | 81.1       | 90.9       | 96.6       |
| 年度         | 平成29年度 | 平成29年度 | 平成29年度 | 平成29年度 | 平成30年度 | 平成30年度 | 平成30年度 | 平成30年度 | 令和元年度 | 令和元年度 | 令和元年度 | 令和元年度 |
| 種別         | 一海特     | 二海特     | 三海特     | レーダー級 | 一海特     | 二海特     | 三海特     | レーダー級 | 一海特     | 二海特     | 三海特     | レーダー級 |
| 申請者数(人) | 665        | 2,381      | 230        | 138        | 651        | 2,294      | 207        | 139        | 557        | 2,105      | 217        | 126        |
| 受験者数(人) | 577        | 2,291      | 200        | 132        | 586        | 2,209      | 192        | 132        | 481        | 1,941      | 200        | 116        |
| 合格者数(人) | 269        | 1,851      | 188        | 126        | 327        | 1,793      | 168        | 121        | 284        | 1,554      | 190        | 94         |
| 合格率(％)   | 46.6       | 80.8       | 94.0       | 95.5       | 55.8       | 81.2       | 87.5       | 91.7       | 59.0       | 80.1       | 95.0       | 81.0       |
| 年度         | 令和2年度  | 令和2年度  | 令和2年度  | 令和2年度  | 令和3年度  | 令和3年度  | 令和3年度  | 令和3年度  | 令和4年度  | 令和4年度  | 令和4年度  | 令和4年度  |
| 種別         | 一海特     | 二海特     | 三海特     | レーダー級 | 一海特     | 二海特     | 三海特     | レーダー級 | 一海特     | 二海特     | 三海特     | レーダー級 |
| 申請者数(人) | 355        | 1,736      | 158        | 98         | 573        | 2,113      | 222        | 110        | 469        | 2,228      | 211        | 130        |
| 受験者数(人) | 310        | 1,553      | 147        | 89         | 511        | 1,984      | 206        | 103        | 394        | 2,117      | 199        | 115        |
| 合格者数(人) | 227        | 1,280      | 147        | 86         | 285        | 1,651      | 196        | 87         | 263        | 1,824      | 194        | 77         |
| 合格率(％)   | 73.2       | 82.4       | 100.0      | 98.6       | 55.8       | 83.2       | 95.1       | 84.5       | 66.8       | 86.2       | 97.5       | 67.0       |
| 年度         | 令和5年度  | 令和5年度  | 令和5年度  | 令和5年度  |            |            |            |            |            |            |            |            |
| 種別         | 一海特     | 二海特     | 三海特     | レーダー級 |            |            |            |            |            |            |            |            |
| 申請者数(人) | 428        | 1,842      | 245        | 57         |            |            |            |            |            |            |            |            |
| 受験者数(人) | 361        | 1,793      | 234        | 53         |            |            |            |            |            |            |            |            |
| 合格者数(人) | 227        | 1,534      | 216        | 48         |            |            |            |            |            |            |            |            |
| 合格率(％)   | 62.9       | 85.6       | 92.3       | 90.6       |            |            |            |            |            |            |            |            |

### 養成課程
養成課程は、総合通信局長（沖縄総合通信事務所長を含む。以下同じ。）の認定を受けた団体が実施する。
この団体は認定施設者という。
授業はeラーニングによることができる。
- 日本無線協会は一般公募または団体から受託し実施している。但し、レーダー級は受託のみとしている。
  - 一海特は外国人船員を対象にeラーニングを利用して外国でも実施[14][15]している。
  - 一海特は職歴、学歴、保有資格による科目免除がある。
  - 三海特（修了試験合格者を含む。）または選抜試験合格者を対象とした二海特短縮コースがある。
- 海事関係の非営利団体には、一・二・三海特の公募実施をするものがある。
- 直近の認定状況（実施状況ではない。）については養成課程一覧[16]を参照。

| 種別       | 無線工学  | 法規      | 英語       | 電気通信術 |
| ---------- | --------- | --------- | ---------- | ---------- |
| 一海特     | 6時間以上 | 9時間以上 | 22時間以上 | 2時間以上  |
| 二海特     | 5時間以上 | 8時間以上 | －         | －         |
| 三海特     | 2時間以上 | 4時間以上 | －         | －         |
| レーダー級 | 2時間以上 | 3時間以上 | －         | －         |

総合通信局長が認めた方法による場合は変更できる。
- 日本無線協会の一海特の科目免除（英語）および二海特短縮コース（無線工学3時間、法規4時間）は、この規定による。

修了試験の形式及び時間等
無線従事者規則に基づく総務省告示
による。
- 筆記試験は多肢選択式を原則としているが、マークシートによることは義務付けられておらず、CBTによることもできる。試験の一部を記述式とすることも妨げてはいない。但し、三海特は正誤式に限る。

| 種別                               | 科目     | 問題数 | 満点 | 合格点 | 時間     |
| ---------------------------------- | -------- | ------ | ---- | ------ | -------- |
| 一海特                             | 無線工学 | 10     | 100  | 60     | 45分     |
| 一海特                             | 法規     | 10     | 100  | 60     | 45分     |
| 一海特                             | 英会話   | 5      | 100  | 60     | 20分程度 |
| 二海特                             | 無線工学 | 10     | 100  | 60     | 45分     |
| 二海特                             | 法規     | 10     | 100  | 60     | 45分     |
| 三海特                             | 無線工学 | 10     | 100  | 60     | 20分     |
| 三海特                             | 法規     | 20     | 100  | 60     | 40分     |
| レーダー級                         | 無線工学 | 10     | 100  | 60     | 45分     |
| レーダー級                         | 法規     | 10     | 100  | 60     | 45分     |
| 一海特の電気通信術は国家試験と同等 |          |        |      |        |          |

受講料は認定施設者ごとに異なる。

#### 長期型養成課程
1年以上の教育課程で無線通信に関する科目を開設している学校等が認定施設者となり行う。授業はeラーニングにより実施することができる。
- 学校、学科については長期型養成課程一覧[18]を参照。

| 種別       | 無線機器   | 空中線系及び電波伝搬 | 無線測定  | 電波法令   | 国際条約  | 英語       | 電気通信術 |
| ---------- | ---------- | -------------------- | --------- | ---------- | --------- | ---------- | ---------- |
| 一海特     | 13時間以上 | 3時間以上            | 1時間以上 | 21時間以上 | 2時間以上 | 44時間以上 | 4時間以上  |
| 二海特     | 10時間以上 | 2時間以上            | 1時間以上 | 18時間以上 | －        | －         | －         |
| 三海特     | 3時間以上  | 2時間以上            | －        | 8時間以上  | －        | －         | －         |
| レーダー級 | 6時間以上  | －                   | －        | 6時間以上  | －        | －         | －         |

総合通信局長が認めた方法による場合は変更できる。
| 年度                    | 平成20年度 | 平成20年度 | 平成20年度 | 平成20年度 | 平成21年度 | 平成21年度 | 平成21年度 | 平成21年度 | 平成22年度 | 平成22年度 | 平成22年度 | 平成22年度 |
| ----------------------- | ---------- | ---------- | ---------- | ---------- | ---------- | ---------- | ---------- | ---------- | ---------- | ---------- | ---------- | ---------- |
| 種別                    | 一海特     | 二海特     | 三海特     | レーダー級 | 一海特     | 二海特     | 三海特     | レーダー級 | 一海特     | 二海特     | 三海特     | レーダー級 |
| 実施件数                | 24         | 48         | 23         | 0          | 31         | 56         | 62         | 0          | 33         | 99         | 60         | 0          |
| 受講者数(人)            | 922        | 1,287      | 837        | 0          | 802        | 1,488      | 1,890      | 0          | 1,105      | 2,862      | 1,695      | 0          |
| 修了者数(人)            | 914        | 1,270      | 828        | 0          | 797        | 1,447      | 1,887      | 0          | 1,094      | 2,751      | 1,694      | 0          |
| 修了率(％)              | 99.1       | 98.7       | 98.9       | －         | 99.4       | 97.2       | 99.8       | －         | 99.0       | 96.1       | 99.9       | －         |
| 年度                    | 平成23年度 | 平成23年度 | 平成23年度 | 平成23年度 | 平成24年度 | 平成24年度 | 平成24年度 | 平成24年度 | 平成25年度 | 平成25年度 | 平成25年度 | 平成25年度 |
| 種別                    | 一海特     | 二海特     | 三海特     | レーダー級 | 一海特     | 二海特     | 三海特     | レーダー級 | 一海特     | 二海特     | 三海特     | レーダー級 |
| 実施件数                | 30         | 70         | 45         | 0          | 32         | 90         | 37         | 0          | 35         | 90         | 37         | 0          |
| 受講者数(人)            | 1,049      | 1,856      | 1,268      | 0          | 1,223      | 2,489      | 1,063      | 0          | 855        | 2,310      | 1,072      | 0          |
| 修了者数(人)            | 1,048      | 1,822      | 1,267      | 0          | 1,219      | 2,434      | 1,063      | 0          | 842        | 2,271      | 1,070      | 0          |
| 修了率(％)              | 99.9       | 98.2       | 99.9       | －         | 99.7       | 97.8       | 100.0      | －         | 98.5       | 98.3       | 99.8       | －         |
| 年度                    | 平成26年度 | 平成26年度 | 平成26年度 | 平成26年度 | 平成28年度 | 平成28年度 | 平成28年度 | 平成28年度 | 平成29年度 | 平成29年度 | 平成29年度 | 平成29年度 |
| 種別                    | 一海特     | 二海特     | 三海特     | レーダー級 | 一海特     | 二海特     | 三海特     | レーダー級 | 一海特     | 二海特     | 三海特     | レーダー級 |
| 実施件数                | 33         | 103        | 32         | 0          | 38         | 93         | 29         | 0          | 35         | 113        | 38         | 0          |
| 受講者数(人)            | 1,396      | 2,428      | 894        | 0          | 1,521      | 2,236      | 766        | 0          | 1,518      | 2,614      | 881        | 0          |
| 修了者数(人)            | 1,385      | 2,394      | 894        | 0          | 1,512      | 2,231      | 764        | 0          | 1,511      | 2,605      | 881        | 0          |
| 修了率(％)              | 99.2       | 98.6       | 100.0      | －         | 99.4       | 99.8       | 99.7       | －         | 99.5       | 99.7       | 100.0      | －         |
| 年度                    | 平成30年度 | 平成30年度 | 平成30年度 | 平成30年度 | 令和元年度 | 令和元年度 | 令和元年度 | 令和元年度 | 令和2年度  | 令和2年度  | 令和2年度  | 令和2年度  |
| 種別                    | 一海特     | 二海特     | 三海特     | レーダー級 | 一海特     | 二海特     | 三海特     | レーダー級 | 一海特     | 二海特     | 三海特     | レーダー級 |
| 実施件数                | 38         | 104        | 36         | 0          | 37         | 112        | 29         | 0          | 28         | 102        | 20         | 0          |
| 受講者数(人)            | 1,627      | 2,291      | 705        | 0          | 1,486      | 2,329      | 469        | 0          | 1,065      | 1,916      | 452        | 0          |
| 修了者数(人)            | 1,619      | 2,276      | 705        | 0          | 1,483      | 2,328      | 469        | 0          | 1,000      | 1,908      | 449        | 0          |
| 修了率(％)              | 99.5       | 99.3       | 100.0      | －         | 99.8       | 100.0      | 100.0      | －         | 99.5       | 99.6       | 99.3       | －         |
| 年度                    | 令和3年度  | 令和3年度  | 令和3年度  | 令和3年度  | 令和4年度  | 令和4年度  | 令和4年度  | 令和4年度  | 令和5年度  | 令和5年度  | 令和5年度  | 令和5年度  |
| 種別                    | 一海特     | 二海特     | 三海特     | レーダー級 | 一海特     | 二海特     | 三海特     | レーダー級 | 一海特     | 二海特     | 三海特     | レーダー級 |
| 実施件数                | 40         | 136        | 26         | 0          | 55         | 164        | 25         | 1          | 71         | 188        | 21         | 1          |
| 受講者数(人)            | 1,315      | 2,588      | 480        | 0          | 1,415      | 2,796      | 436        | 6          | 1,563      | 3,158      | 312        | 13         |
| 修了者数(人)            | 1,314      | 2,577      | 476        | 0          | 1,412      | 2,791      | 432        | 6          | 1,556      | 3,141      | 310        | 13         |
| 修了率(％)              | 99.9       | 99.6       | 99.2       | －         | 99.8       | 99.8       | 99.1       | 100.0      | 99.6       | 99.5       | 99.4       | 100.0      |
| 注 平成27年度の発表なし |            |            |            |            |            |            |            |            |            |            |            |            |

### 学校卒業
- 短期大学を除く大学は、二・三海特
- 短期大学又は高等専門学校は、二・三海特
- 高等学校又は中等教育学校は、二海特
  - 上記の学校には同等と認められるものを含む。
- あらかじめ総務大臣が科目を確認していればその科目を修了して卒業すれば免許が与えられる。
  - 学校、学科、科目については科目確認校一覧[19]を参照。

### 取得者数
|              | 一海特 | 二海特  | 三海特  | レーダー級 | 計      |
| ------------ | ------ | ------- | ------- | ---------- | ------- |
| 平成2年度末  | 11,135 | 246,975 | 47,791  | 239,371    | 545,272 |
| 平成3年度末  | 11,992 | 249,617 | 51,583  | 242,138    | 555,330 |
| 平成4年度末  | 12,805 | 252,623 | 58,093  | 245,542    | 569,063 |
| 平成5年度末  | 13,761 | 256,133 | 66,372  | 248,552    | 584,818 |
| 平成6年度末  | 14,696 | 259,535 | 80,392  | 249,269    | 603,892 |
| 平成7年度末  | 15,573 | 262,352 | 88,989  | 249,877    | 616,791 |
| 平成8年度末  | 16,765 | 265,657 | 93,578  | 250,307    | 626,307 |
| 平成9年度末  | 18,440 | 268,556 | 96,698  | 250,608    | 634,302 |
| 平成10年度末 | 20,498 | 271,177 | 99,468  | 250,910    | 642,053 |
| 平成11年度末 | 24,336 | 273,751 | 101,990 | 251,130    | 651,207 |
| 平成12年度末 | 27,619 | 276,302 | 104,507 | 251,374    | 659,802 |
| 平成13年度末 | 30,485 | 280,200 | 106,705 | 251,560    | 668,950 |
| 平成14年度末 | 32,068 | 282,628 | 108,584 | 251,753    | 675,033 |
| 平成15年度末 | 33,832 | 285,454 | 111,066 | 251,968    | 682,320 |
| 平成16年度末 | 35,353 | 287,863 | 113,043 | 252,215    | 688,474 |
| 平成17年度末 | 36,625 | 290,268 | 114,616 | 252,332    | 693,841 |
| 平成18年度末 | 37,987 | 293,245 | 116,195 | 252,456    | 699,883 |
| 平成19年度末 | 39,527 | 296,172 | 117,993 | 252,598    | 706,290 |
| 平成20年度末 | 40,905 | 299,630 | 119,440 | 252,701    | 712,676 |
| 平成21年度末 | 42,562 | 303,520 | 122,247 | 252,837    | 721,166 |
| 平成22年度末 | 44,164 | 309,554 | 124,958 | 252,959    | 731,635 |
| 平成23年度末 | 45,697 | 314,300 | 126,766 | 253,048    | 739,811 |
| 平成24年度末 | 47,360 | 319,822 | 128,478 | 253,147    | 748,807 |
| 平成25年度末 | 49,065 | 324,823 | 130,182 | 253,241    | 757,311 |
| 平成26年度末 | 50,957 | 330,194 | 131,591 | 253,339    | 766,081 |
| 平成27年度末 | 52,731 | 335,712 | 132,913 | 253,440    | 774,796 |
| 平成28年度末 | 55,105 | 340,780 | 134,110 | 253,550    | 783,545 |
| 平成29年度末 | 56,796 | 346,132 | 135,410 | 253,664    | 792,002 |
| 平成30年度末 | 59,265 | 351,347 | 136,552 | 253,778    | 800,942 |
| 令和元年度末 | 61,276 | 356,775 | 137,540 | 253,875    | 809,466 |
| 令和2年度末  | 62,639 | 361,113 | 138,242 | 253,927    | 815,921 |
| 令和3年度末  | 64,639 | 367,084 | 139,144 | 254,010    | 824,877 |
| 令和4年度末  | 66,946 | 373,433 | 140,094 | 254,204    | 834,677 |
| 令和5年度末  | 68,741 | 378,600 | 140,771 | 254,204    | 842,316 |

この節の統計は、資格・試験による。

### 制度の変遷
1990年（平成2年）- 一・二海特に和文の電気通信術があり、能力は1分間50字の速度の和文（無線局運用規則別表第5号の和文通話表による。）による約2分間の送話及び受話であった。
1996年（平成8年）- 長期型養成課程または科目確認校卒業により取得できることとなった。
2001年（平成13年）- 一・二海特の和文の電気通信術が廃止された。
2009年（平成21年）- 営利団体が養成課程を実施できることとなった。
2013年（平成25年）- 養成課程（長期型養成課程を含む。）でeラーニングによる授業とCBTによる修了試験ができることとなった。

## その他
資格と業務経歴による取得資格
次の資格による業務経歴を得れば認定講習の受講により、海上無線通信士の免許が取得できる。
- 一海特が、船舶局の国際通信のための操作に3年以上従事すれば、第三級海上無線通信士[21]
- 一海特又は二海特が、海岸局又は船舶局の操作に5年以上従事すれば、第四級海上無線通信士[1]

受験・受講資格
- 電波法施行規則第34条の3に規定する主任無線従事者講習（ただし業務経歴を要する。）
- 甲種特類を除く甲種消防設備士試験[25]
- 一海特は、
  - 船舶局無線従事者証明の訓練講習[26]
  - 四級海技士 (電子通信)試験（年齢制限があり乗船履歴・船舶局無線従事者証明も要する。）[27]

実態
船舶職員及び小型船舶操縦者法第18条第3項および船舶職員及び小型船舶操縦者法施行規則第60条の8の4により、船長又は航海士として外航船舶に乗船する場合は一海特以上、内航船舶の場合は二海特以上が要求されるので、これら海技士には必須の資格である。無線局の空中線電力などにもよるが、おおむね次の者が保有する。
- 一海特は、水先案内人、外航船の航海士
- 二海特は、内航船・漁船の航海士
- 三海特は、プレジャーボートの操縦士

レーダー級のみを必要とする無線局はほとんど無い。
- レーダー級が操作できるレーダーを無線設備とする無線局は、海岸局・船舶局・海上無線航行用の無線航行陸上局と無線航行移動局に限定される。
  - 海岸局・船舶局・無線航行陸上局は他の無線設備と併せて免許され、総合無線通信士、海上無線通信士または一海特・二海特・三海特により管理されなければならず、二海特以上の無線従事者の操作範囲にはレーダー級のそれが含まれており、三海特も空中線電力の限定はあるがレーダーを操作できる。
  - 空中線電力5kW未満の適合表示無線設備である船舶用レーダー（通称は第4種レーダー、無線航行移動局#免許を参照）の操作に資格は不要となった[28]。つまり第4種レーダーを使用する無線航行移動局に無線従事者は不要である。